# Rutin
Rutin ist ein Flavonol aus der Stoffgruppe der Flavonoide und ein Glycosid des Quercetins mit dem Disaccharid Rutinose, das sich aus Rhamnose und Glucose zusammensetzt. Rutin wird von vielen Pflanzen als Farbstoff zum Schutz gegen UV-Strahlung gebildet. Antioxidative Wirkungen auf den Menschen sind, wie bei vielen Flavonoiden, nachgewiesen; Ansatzpunkte des Rutins sind insbesondere die Blutgefäße und der Darm.

## Chemische Eigenschaften

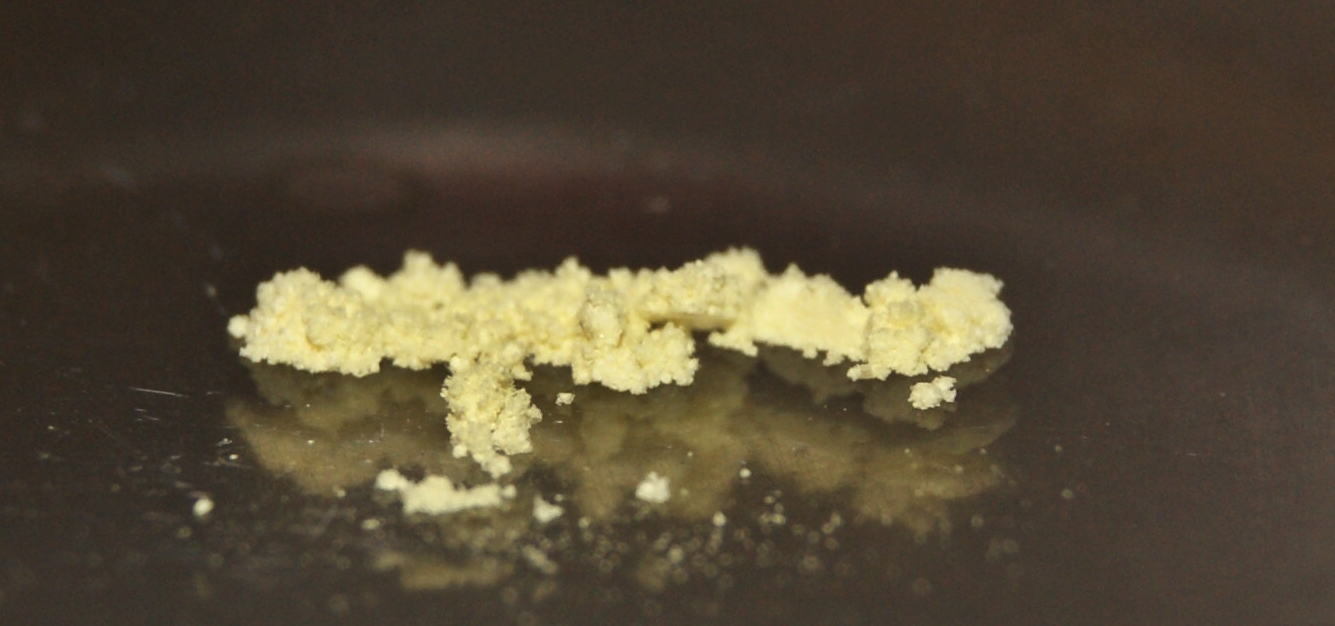
Rutin

Rutin ist ein blassgelbes bis gelbes Pulver, das sich schwer in Wasser (< 5 g/l) und gut in heißem Alkohol, allgemein besser in polaren als unpolaren Lösungsmitteln löst. Rutin ist an der Luft stabil und wirkt antioxidativ; es ist in der Lage, gelöstes Vitamin C, z. B. in Fruchtsäften zu stabilisieren. Rutin schmilzt bei einer Temperatur um 200 °C. Durch Abspaltung des Zuckerrests entsteht Quercetin. Rutin bildet mit Metallionen Komplexverbindungen, insbesondere mit Eisen, Kupfer und Aluminium; es sollte daher nicht in solchen Behältern aufbewahrt werden. Allgemein geht Rutin ähnliche Reaktionen ein wie die anderen Flavonoide auch.

## Biosynthese und Vorkommen
Rutin wird von vielen Pflanzen in großen Mengen zum Schutz vor UV-Strahlung hergestellt; der Rutingehalt ist daher bei vielen Pflanzenarten von der Höhe über dem Meeresspiegel des Wuchsortes abhängig und ist in den oberirdischen Pflanzenteilen um ein Vielfaches höher. Zusätzlich profitiert die Pflanze von den schwach antimikrobiellen Eigenschaften des Stoffes. Als Flavonoid entsteht es aus dem Phenylpropanoidstoffwechsel und dem Polyketidstoffwechsel. Konkret wird das im Flavonoidstoffwechsel gebildete Naringenin (ein Flavanon) zu einem Flavonol hydriert, dieses zu Dihydroquercetin hydroxyliert und dann zu Quercetin dehydriert, welches schließlich glykosyliert wird.
Die Pflanzen mit dem höchsten Rutingehalt (in der Trockenmasse) sind:

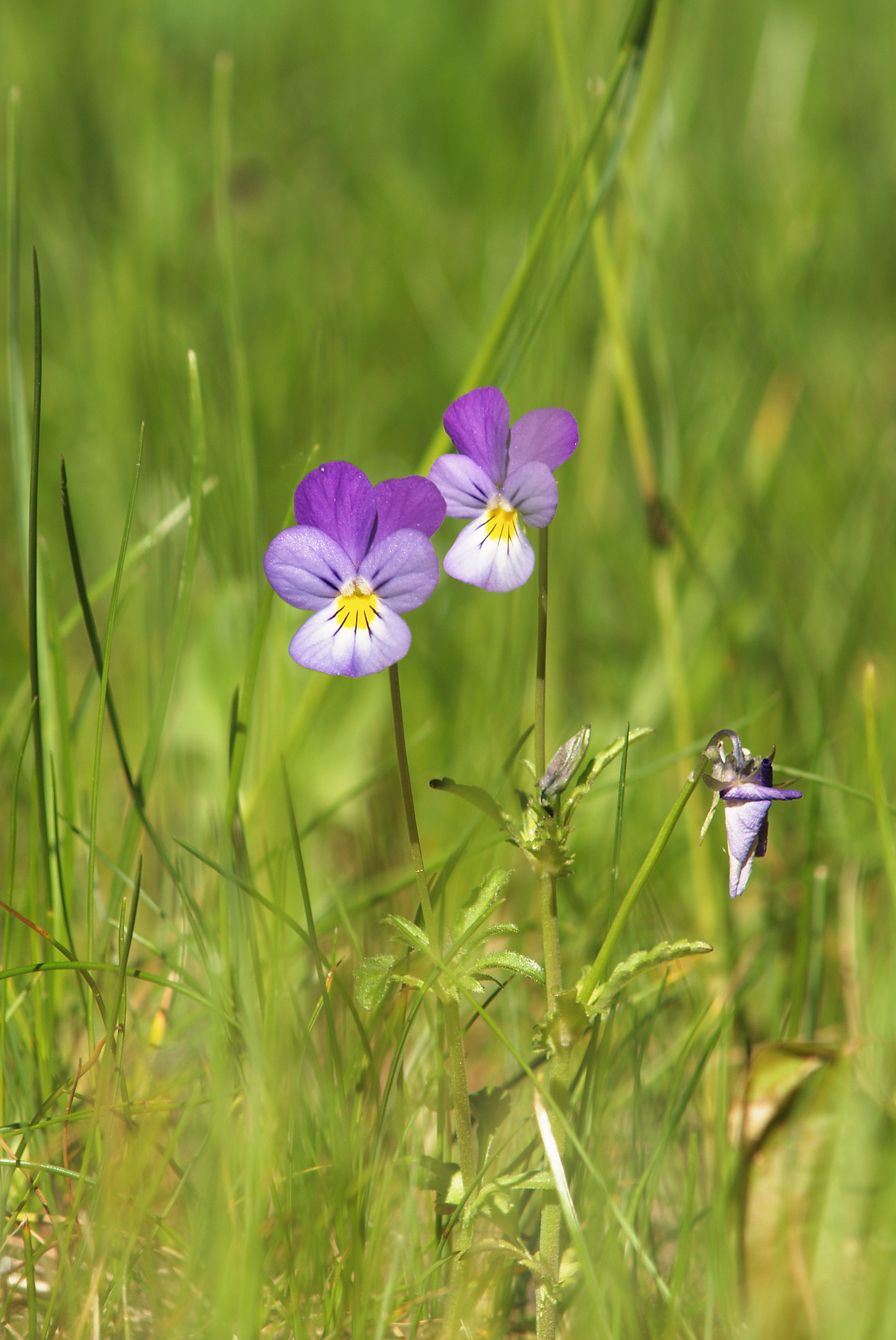
Wildes Stiefmütterchen (Viola tricolor)

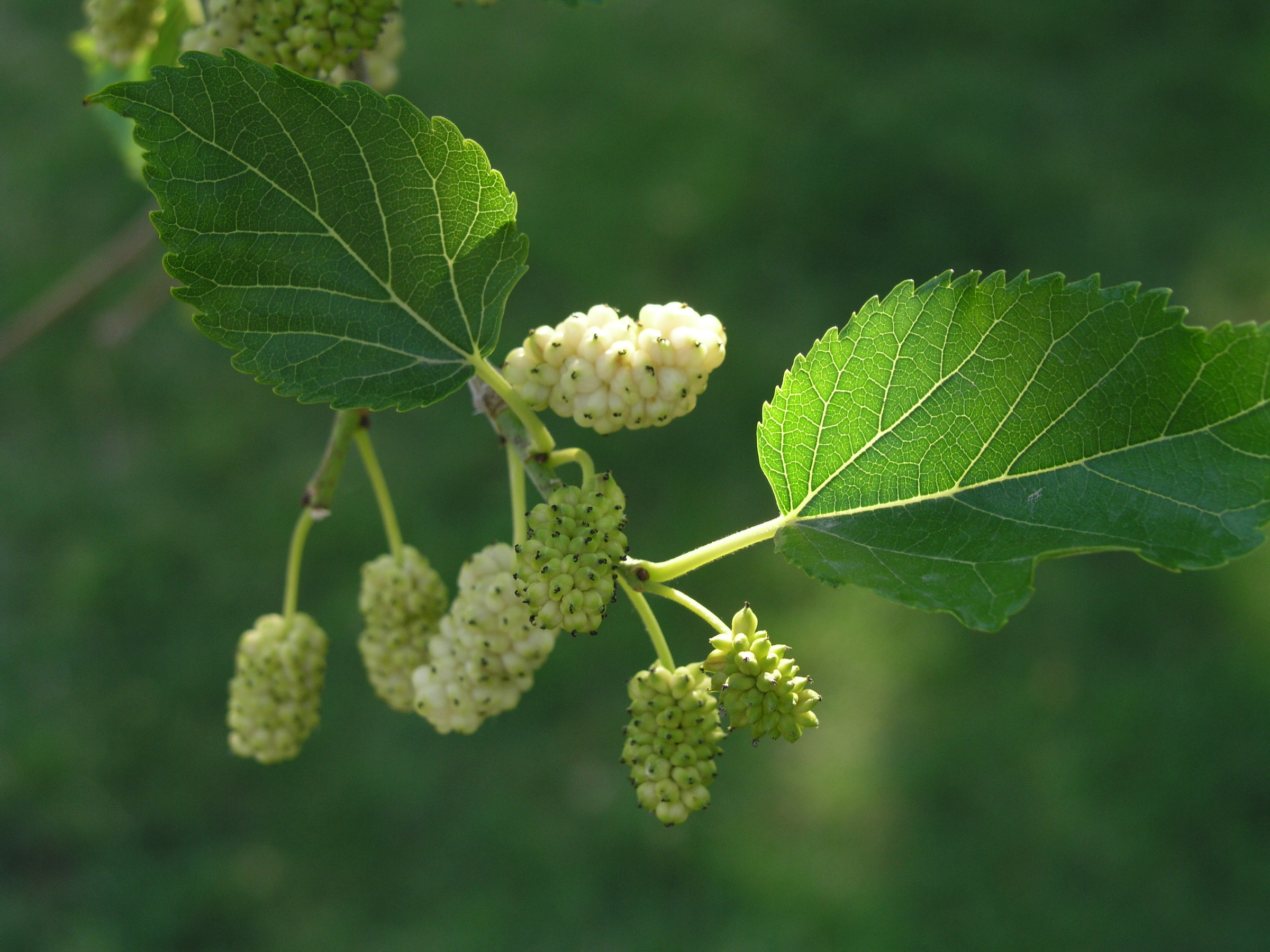
Weiße Maulbeere (Morus alba)

Wildes Stiefmütterchen (Viola tricolor, 17 %, getrocknete Blüte),
Japanischer Schnurbaum (Styphnolobium japonicum, 15–20 % Blüte bzw. Blütenknospen, 4 % Blätter),
Echter Buchweizen (Fagopyrum esculentum, 2–8 % Blätter, 4–12 % Blüte),
Weiße Maulbeere (Morus alba, 6 %, Blätter),
Kanadischer Holunder (Sambucus nigra subsp. canadensis, 3,5 %, Blüten),
Petersilie (Petroselinum crispum, 3 % Blätter),
Wasserpfeffer (Persicaria hydropiper, 3 % Blätter).
Im Johanniskraut kommt es ebenfalls vor (Hypericum perforatum, bis 1,6 %, obere Pflanzenteile)
Selbst in Buchweizenmehl waren bei einer Analyse immerhin noch 0,27 Prozent Rutin enthalten.

## Gewinnung
Reines Rutin wird momentan hauptsächlich von China und Brasilien exportiert. In China wurde Rutin trotz der großen Anbaufläche für Buchweizen bis vor kurzem noch aus Knospen des japanischen Schnurbaums (Styphnolobium japonicum) extrahiert und hauptsächlich zu Troxerutin weiterverarbeitet. In Brasilien wird eine nur dort beheimatete Urwaldpflanze verwendet.
Bei der traditionellen Herstellung wird Pflanzenmaterial mit 70- bis 85-prozentigem Isopropanol extrahiert und die Lösung anschließend von Fettbestandteilen befreit. Nach Einengung kristallisiert das Produkt.
Der Rutingehalt in Buchweizen variiert je nach Intensität an UV-B-Strahlung. Blüten weisen den höchsten Gehalt auf, gefolgt von Blättern und Sprossachse.
Erstmals isoliert wurde Rutin 1842 von dem Nürnberger Apotheker Weiss, der die Substanz nach der Weinraute benannte, aus der früher Rutin zur Therapie der chronisch venösen Insuffizienz gewonnen wurde, dann aber durch rutinreichere Pflanzenarten ersetzt wurde.

## Metabolismus
Bei oraler Gabe wird Rutin als solches vom Körper nicht im Blutkreislauf aufgenommen. Vielmehr wird Rutin teilweise durch die Darmflora abgebaut, und diese Abbauprodukte sind es, die außerhalb des Darms wirken. Die maximale Verfügbarkeit wird nach sechs bis neun Stunden nach Einnahme erreicht.
Rutin wird zunächst im Dünndarm in der Mucosa festgehalten und durch die dortige Darmflora in Quercetin-3-glucosid umgewandelt, das teilweise ins Blut übergeht und in den Mikrosomen der Mucosa, aber auch in der Leber zu Quercetin-3-glucuronid umgebaut wird. Der restliche Teil des Rutins wirkt lokal im Darm und wird ins Ileum transportiert, wo es schließlich von einer bestimmten Art der dortigen Darmflora (Eubacterium ramulus) zu Derivaten der Phenylessigsäure abgebaut und im Urin ausgeschieden wird. Physiologisch bedeutsam ist dabei nur 3,4-Dihydroxyphenylessigsäure (3,4-DHPAA), der krebshemmende Eigenschaften zugeschrieben werden.

## Wirkung
Es gibt eine klinische Studie mit 69 Patienten, die die Wirksamkeit von Rutin bei Schwangerschaftsödemen zu belegen scheint.
Mehrere Fälle einer Heilung von Purpura, einer Gefäßkrankheit, mittels oraler Gabe von Rutin und Vitamin C sind bekannt.
Im Tierversuch wirkt es entzündungshemmend bei chemisch erzeugter Colitis, und zwar noch in Konzentrationen von 0,01 Prozent im Futter.
Im Jahr 2002 waren jedoch auch fünf Fälle bekannt, die nach Einnahme von Rutin eine Darmvenen-Entzündung (Phlebitis) entwickelten, eine sonst seltene Krankheit.
Rutosid (Rutin) und Troxerutin sind als Wirkstoff in Antihämorrhagika und Venentherapeutika zugelassen.
Molekulare Docking-Analysen zeigen, dass Rutin geeignet sein könnte, um das SARS-CoV-2 Virus zu inhibieren. Die Wirksamkeit von Rutin gegen Influenza-Virus-Infektionen wurde untersucht. 2022 wurde Rutin als ein Bestandteil einer Kombinationstherapie gegen die SARS-CoV-2-Infektion vorgeschlagen.

## Anwendung
Rutin wird, meist in Form der sauren Natriumsalze, pharmakologisch ähnlich wie Hesperidin gegen kapillare Blutungen und alle mit gesteigerter Kapillarbrüchigkeit und Membrandurchlässigkeit einhergehenden Zustände (aus diesen Gründen wurde Rutin früher oft als Antipermeabilitätsfaktor oder als Vitamin P bezeichnet) eingesetzt – allerdings wurde in den USA 1970 die Zulassung für Rutin und andere Bioflavonoide wegen Fehlens eines Wirkungsnachweis von der FDA zurückgezogen. Im Jahr 1944 wurde Rutin als Venenmittel in die Therapie eingeführt. Zur Behandlung von Venenerkrankungen und Durchblutungsstörungen werden oft synthetische Rutin-Derivate wie Troxerutin und Monoxerutin eingesetzt. Die Firma Bauer & Cie – Johann A. Wülfing bot das Rutin und Calcium enthaltende Medikament Ruticalzon an. Im Handel existieren auch nicht verschreibungspflichtige natürliche Extrakte aus Sophora japonica (Japanischer Schnurbaum) mit >95 % Rutin in der Trockenmasse.